# خارچه
خارچه یا اسکولوپیدیوم (انگلیسی: scolopidium) ساختارهایی به‌مانند خارهای کوچک و واحد بنیادی یک اندام گیرنده مکانیکی در حشرات است. این ساختار از سه سلول تشکیل شده است: یک سلول کلاهکی خارچه‌ای (اسکولوپال) که یاخته خارچه‌ای را می‌پوشاند و یک سلول عصبی حسی دوقطبی.
جمع واژهٔ اسکولوپیدیوم در لاتین و انگلیسی به صورت اسکولوپیدیا (Scolopidia) است و به اسکولوپیدیوم پیش از این اسکولوفور (scolopophore) هم می‌گفتند.
اصطلاح کلی برای این اندام‌های حسی، اندام‌های ریسمان‌لرزشی است که خارچه‌ها معمولاً درست در زیر اسکلت بیرونی قرار دارند. خارچه ممکن است در موارد زیر قرار گیرد:
- اندام زیر زانو: در قسمت پایین پاها قرار دارد. در درجه اول ارتعاشات را در بستر زیرین حس می‌کند.
- ستیغ شنوایی (کریستا آکوستیکا): مجموعه‌ای از خارچه‌های تنظیم‌شده جداگانه که قادر به تشخیص بسامدها هستند.
- اندام جانستون: در شاخک‌ها قرار دارد؛ حرکت شاخک را نسبت به بدن حشره حس می‌کند.

انواع مختلفی از خارچه‌ها وجود دارند که بسته به اندام حسی که به آن تعلق دارند، متفاوت هستند.

## مکانیک حسی

### عملکرد
خارچه‌ها به اختلالات مکانیکی مانند صدا (ارتعاشات هوا) یا ارتعاشات زیر لایه (ارتعاشات مواد جامد اطراف) حساس هستند که بسته به ساختار کلی اندام حسی که در آن قرار دارند، متفاوت است. در حالی که بسیاری از گونه‌ها از گیرنده‌های مکانیکی برای انتقال و مکان‌یابی منابع صدا استفاده می‌کنند، عملکردهایی مانند تشخیص نیروهای گرانشی یا جریان هوا نیز نشان داده شده است. تشخیص جهت جریان هوا توسط گیرنده‌های مکانیکی به نظر می‌رسد که در رفتار حرکتی حشرات پرنده، به ویژه در محیط‌هایی با بازخورد بصری کند یا بدون بازخورد بصری، کلیدی است.
هر فرد ممکن است دارای خارچه‌هایی باشد که قادر به تشخیص طیف وسیعی از بسامدهای پایین تا بالا هستند. این به یک اندام واحد اجازه می‌دهد تا عملکردهای متعددی را انجام دهد، از حس گرانش گرفته تا حس صوتی.

### کارکردشناسی
خارچه در نهایت لرزش مکانیکی را به یک تکانه عصبی تبدیل می‌کند که به گانگلیون بالاتر ارسال می‌شود، جایی که اطلاعات ترکیب و/یا به یک رفتار منتج پردازش می‌شود. اطلاعات مکانیکی حسی دریافتی توسط خارچه معمولاً به دلیل سازوکار فیزیکی فعال کردن یک تکانه عصبی، سریع‌تر از بازخورد بصری منتقل می‌شود. نورون‌های حسی همراه با خارچه نیز قطر بزرگتری دارند و سرعت هدایت را افزایش می‌دهند.
در برخی از پروانه‌ها، زنبورهای عسل و مگس‌های میوه، برآمدگی‌هایی از خارچه در اندام‌های جانستون مستقیماً به مناطقی از مغز می‌رسد.

## انواع خارچه
طبقه‌بندی و نامگذاری سلول‌ها همیشه یکسان نیست.
خارچه‌ها ممکن است بر اساس مکان آنها طبقه‌بندی شوند:
- زیرجلدی: انتهای دیستال (انتهای کلاهک) در دیواره بدن حشره قرار دارد.
- پوششی: انتهای دیستال (دورینه) آزاد است، خارج از حشره.

طبقه‌بندی همچنین ممکن است بر اساس فرآیندهای مژگانی سلول‌ها انجام شود:
- ساختارهای مژگانی در نزدیکی سلول اتصال منبسط و منقبض می‌شوند.
- ساختارهای مژگانی انبساط مداوم را در سراسر نشان می‌دهند.
- یک مژک به صورت دیستال منبسط می‌شود، در حالی که دو مژک دیگر بدون تغییر هستند.

سلول‌های حسی خارچه‌ها همچنین ممکن است بر اساس ساختار، مکان و تعداد سلول‌های حسی (مثلاً دو یا سه) گروه‌بندی شوند.

### مکان‌ها
خارچه‌های پوششی در اندام زیر زانو (که به عنوان اندام سوپرا تمپان نیز شناخته می‌شود) یافت می‌شوند، خارچه‌های زیرجلدی در ستیغ شنوایی (کریستا آکوستیکا) و اندام میانی یافت می‌شوند. اندام زیرزانویی در تمام پاهای حشرات یافت می‌شود، و احتمالاً یک مصنوع تکاملی از انواع بدن حشرات قبلی است که از پاهای خود برای تشخیص ارتعاشات از بستر استفاده می‌کردند. از سوی دیگر، اندام میانی و ستیغ شنوایی، تنها در جایی یافت می‌شوند که پرده صماخ وجود دارد، مانند پاهای جلویی حشرات.

### تنوع تعداد
حشرات ازدحامی باید صداهای بال‌های گونه‌های خاص را تشخیص دهند تا جفت‌های بالقوه را شناسایی کنند و این کار را با استفاده از ارتعاشات موجود در هوا انجام دهند. اندام جانستون در شاخک‌های دوبالان (به عنوان مثال مگس‌ریزه و پشه) ممکن است حاوی ده‌ها هزار یاخته حسی اسکولوپوفور باشد که به صورت دوتایی یا سه تایی در خارچه‌های جداگانه گروه‌بندی می‌شوند. تعداد زیاد خارچه در اندام جانستون یک مزیت تکاملی در شناسایی و مکان‌یابی صوتی همسران فراهم می‌کند.
حشرات غیر ازدحامی بر این اساس دارای خارچه کمتری هستند. برخی از نیم بالان و دوبالان ممکن است دارای ۲۵ خارچه باشند.